# Sender Franzensfeste
Der Sender Franzensfeste  ist ein Füllsender. Dieser Sender deckt das Wipptal und das Eisacktal zwischen Grasstein und Aicha ab. Dieser Sender ist ein RAI-Standort. Er wird von der RAS und Wind mitbenutzt. Dieser Sendestandort deckt das oben genannte Gebiet mit einigen Radio und Fernsehprogrammen der RAS und RAI ab. Dieser Sender deckt gemeinsam mit dem Sender Flans die Sachsenklemme ab und gemeinsam mit dem Sender Plose das Gebiet zwischen Franzensfeste und Aicha ab.

## UKW-Sender
- RAS Österreich 1 94,3 MHz
- RAS Ö3 101,2 MHz
- RAS ORF Radio Tirol 96,4 MHz
- RAI Isoradio 103,3 MHz
- RAI RADIO 1 89,3 MHz
- RAI RADIO 2 93,0 MHz
- RAI RADIO 3 95,4 MHz
- RAI Südtirol 98,7 MHz

## Ausgestrahlte DAB/DAB+-Radioprogramme
In DAB/DAB+ werden folgende Programme ausgestrahlt:
| Block        | Programme | ERP (in kW) | Antennen- diagramm rund (ND), gerichtet (D) | Gleichwellennetz (SFN) |
| ------------ | --- | ----------- | ------------------------------------------- | --- |
| 10B RAS1-DAB | - Rai Radio 1 TAA - Rai Radio 2 TAA - Rai Radio 3 - Rai Südtirol - Bayern 3 - BR-Klassik - BR24 - Deutschlandfunk Kultur - Die Maus - Radio Swiss Classic - Radio Swiss Pop                                                                                              | 0,4         | V                                           | - Südtirol: Aberstückl, Abtei, Antholz Mittertal, Barbian (Lajen), Brenner, Brixen (Plose), Eggental (Rauth), Enneberg, Franzensfeste (Mittewald), Freienfeld, Graun im Vinschgau, Grödnertal, Grödner Joch (Wolkenstein), Gsies, Hühnerspiel, Kardaun, Kastelruth, Kematen (Pfitscher Tal), Kronplatz, Kurzras, Lüsen (Oberhaus-Hof), Luttach, Mals, Melag (Pratzen), Meran (Mut), Meransen, Moos in Passeier, Mühlwald, Neumarkt (Laag), Obervinschgau, Pens (Hohe Scheibe), Pfelders (Passeiertal), Pfunders, Pragser Tal, Prettau, Proveis, Ratschings, Rein in Taufers, Ritten, Sarnthein, Schlinig, Seis (St. Konstantin), St. Gertraud, St. Leonhard in Passeier, St. Martin im Kofel, St. Pankraz, Sterzing (Rosskopf), Sulden, Toblach (Scheibeneck), Unser Frau in Schnals, Welschellen, Wengen - Trentino: Penegal, Paganella |
| 10C DABMEDIA | - Radio 2000 - 80 DAB - Radio Gherdëina Dolomites - Radio Edelweiss - Radio Grüne Welle - Radio Sacra Famiglia - Radio Tirol - Südtirol 1 - Radio Dolomiti - ERF Südtirol - StadtRadio Meran - Radio Maria Südtirol - Radio Holiday - Die Antenne - Radio Italia Anni 60 | 0,4         | V                                           | - Südtirol: Aberstückl, Abtei, Antholz Mittertal, Barbian (Lajen), Brenner, Brixen (Plose), Enneberg, Franzensfeste (Mittewald), Freienfeld, Graun im Vinschgau, Grödnertal, Grödner Joch (Wolkenstein), Gsies, Hühnerspiel, Kardaun, Kastelruth, Kematen (Pfitscher Tal), Kronplatz, Kurzras, Lüsen (Oberhaus-Hof), Luttach, Mals, Melag (Pratzen), Meran (Mut), Meransen, Moos in Passeier, Mühlwald, Neumarkt, Obervinschgau, Pens (Hohe Scheibe), Pfelders (Passeiertal), Pfunders, Pragser Tal, Prettau, Proveis, Ratschings, Rein in Taufers, Ritten, Sarnthein, Schlinig, Seis (St. Konstantin), St. Gertraud, St. Leonhard in Passeier, St. Martin im Kofel, St. Pankraz, Sterzing (Rosskopf), Sulden, Toblach (Scheibeneck), Unser Frau in Schnals, Welschellen, Wengen - Trentino: Penegal, Paganella                          |
| 10D RAS2-DAB | - Ö1 - ORF Tirol - Ö3 - FM4 - Bayern 1 OBB - Bayern 2 - BR Heimat - Deutschlandfunk Nova - Radio Rumantsch - Rete Due - Radio Swiss Jazz | 0,4         | V                                           | - Südtirol: Aberstückl, Abtei, Antholz Mittertal, Barbian (Lajen), Brenner, Brixen (Plose), Eggental (Rauth), Enneberg, Franzensfeste (Mittewald), Freienfeld, Graun im Vinschgau, Grödnertal, Grödner Joch (Wolkenstein), Gsies, Hühnerspiel, Kardaun, Kastelruth, Kematen (Pfitscher Tal), Kronplatz, Kurzras, Lüsen (Oberhaus-Hof), Luttach, Mals, Melag (Pratzen), Meran (Mut), Meransen, Moos in Passeier, Mühlwald, Neumarkt (Laag), Obervinschgau, Pens (Hohe Scheibe), Pfelders (Passeiertal), Pfunders, Pragser Tal, Prettau, Proveis, Ratschings, Rein in Taufers, Ritten, Sarnthein, Schlinig, Seis (St. Konstantin), St. Gertraud, St. Leonhard in Passeier, St. Martin im Kofel, St. Pankraz, Sterzing (Rosskopf), Sulden, Toblach (Scheibeneck), Unser Frau in Schnals, Welschellen, Wengen - Trentino: Penegal, Paganella |

## DVB-T-Sender
- ORF1 HD, ORF2 HD, Das Erste HD Diese Programme werden auf Kanal 59 H/V ausgestrahlt.
- ORF1, ORF2, ORFIII, Das Erste, ZDF, 3sat Diese Programme werden auf Kanal 34 H/V ausgestrahlt.
- Rai 1, Rai 2, Rai 3 TGR Alto Adige, Rai News, RAI 3 Südtirol, Rai Radio 1, Rai Radio 2, Rai Radio 3, *RAI Südtirol Diese Programme werden auf Kanal 11 H ausgestrahlt.
- SRF1 HD, SRF2 HD, ZDF HD 27 H/V
- SRF1, SRFzwei, BR, Kika, arte, RSI La1 Diese Programme werden auf Kanal 51 H/V ausgestrahlt.